# 群馬県道36号渋川下新田線
群馬県道36号渋川下新田線（ぐんまけんどう36ごう しぶかわしもしんでんせん）は、群馬県渋川市川島から利根郡みなかみ町羽場を結ぶ県道（主要地方道）である。

## 概要

### 路線データ
- 起点：渋川市川島（群馬県道35号渋川東吾妻線交点〈下川島交差点〉）
- 終点：利根郡みなかみ町羽場（国道17号交点〈下新田交差点〉）
- 重要な経過地：北群馬郡子持村[注釈 1]、同郡小野上村[注釈 1]、吾妻郡高山村、利根郡月夜野町[注釈 2]

## 歴史
- 1959年（昭和34年）9月18日：群馬県より現・道路法に基づき、前身にあたる県道下新田渋川線（利根郡新治村大字羽場字下新田 - 吾妻郡高山村 - 北群馬郡小野上村 - 長尾村 - 渋川市下之町、整理番号43）として路線認定される[1]。
  - 同時に、前身路線にあたる旧・県道下新田渋川線（利根郡新治村 - 渋川市、整理番号14）が路線廃止される[2]。
- 1983年（昭和58年）1月17日：群馬県より県道路線認定に関する告示（昭和34年群馬県告示第324号）の一部が改正され、下新田渋川線（利根郡新治村大字羽場字下新田 - 渋川市、整理番号139）から渋川新治線（渋川市 - 利根郡新治村、整理番号64）となる[3]。
- 1993年（平成5年）5月11日：建設省から、県道渋川新治線が渋川新治線として主要地方道に指定される[4]。

## 路線状況

### 重複区間
- 群馬県道253号小日向沼田線（みなかみ町下津 - みなかみ町上津）

### 道路施設
橋梁・トンネル
- 北群馬橋（吾妻川、渋川市川島 - 渋川市横堀）
- 赤根トンネル（赤根峠、吾妻郡高山村大字中山 - 利根郡みなかみ町下津）

道の駅
- 道の駅中山盆地

## 地理

### 通過する自治体
- 渋川市
- 吾妻郡高山村
- 利根郡みなかみ町

### 交差する道路
- 群馬県道35号渋川東吾妻線（渋川市川島・下川島交差点、起点）
- 国道353号（渋川市横堀（北群馬橋交差点）
- 国道145号（高山村大字中山・中山交差点）
- 群馬県道253号小日向沼田線（みなかみ町下津）
- 群馬県道253号小日向沼田線（みなかみ町上津）
- 国道17号（みなかみ町羽場・下新田交差点、終点）